# Структура на лихвения процент
Разликата в лихвените проценти на ценните книжа може да се дължи както на различния матуритет, така и на разликата в ликвидността, риска от неплатежоспособност или данъчното облагане.

## Срочна структура
Разликата по лихвените проценти на един и същи клас облигации (например: държавни ценни книжа), но с различен матуритет се нарича срочна структура. Като сроковете започват от 1 ден (олвърнайт) и могат да продължат чак до 30 години. Кривата на доходност изобразява връзката между доходност (лихвен процент) и срок на облигацията като всички останали фактори остават непроменени. Кривите на доходност могат да имат различна форма (възходящи, низходящи, хоризонтални)
Има три основни факта, които различните теории се опитват да обяснят:
1)Лихвените проценти за различните матуритети се движат заедно с течение на времето, т.е. ако краткосрочните лихви се увеличават или се очакват да се увеличат и дългосрочните лихви да се увеличат.
2)Кривите на доходност имат стръмен възходящ наклон, когато краткосрочните лихви са ниски и имат низходящ наклон, когато краткосрочните лихви са високи.
3)Кривите на доходност обикновено са с възходящ наклон.
Формулирани са три основни теории за срочната структура на лихвените проценти:
1)Теория за очакванията – успява да обясни факт 1 и 2, но не и 3
2)Теория за сегментираните пазари – успява да обясни 3-тия факт, но не и първите 2
3)Теория за ликвидната премия (теория за предпочитания хабитат) – комбинация от първите две – успява да обясни и трите факт
Теория за очакванията
Има едно ключово допускане – облигациите с различни матуритети са перфектни субститути. Като резултат очакваната доходност на облигации с различни матуритети е на практика еднаква като се съобразим с разликата в матуритетите.
Тази хипотеза позволява кривите на доходност да имат различна форма. Когато очакваме краткосрочните лихвени проценти да се увеличават, тогава и средните аритметични също нарастват и кривата на доходност има възходящ наклон. Кривата на доходността може да бъде плоска, когато не се променят и да бъде низходяща, когато очакваме да намаляват.
Теория за сегментираните пазари
Различните матуритети формират различните пазарни сегменти, те се характеризират със собствено търсене и предлагане. Облигациите с различни матуритети не могат да се разглеждат изобщо като субститути, т.е. не са взаимнозаменяеми. Успява да обясни факт 3, поради факта че икономическите агенти предпочитат да държат краткосрочни инструменти повече от дългосрочни, тъй като дългосрочните са свързани с по-голяма неизвестност. Следователно търсенето в по-краткосрочните сегменти е по-високо от това в по-дългосрочните, ликвидността е по-висока и от там цената е по-висока, следователно лихвите са по-ниски → кривата на доходност има възходяща форма. Не може да обясни факти 1 и 2.
Теория за ликвидната премия
Облигациите с различни матуритети са субститути, но не перфектни. Лихвата по дългосрочните ще зависи от лихвата по краткосрочните. Но освен това инвеститорите предпочитат по-краткосрочни инструменти пред по-дългосрочни и поради тази причина, за да търсят и да притежават по-дългосрочни ценни книжа те ще искат да получат положителна ликвидна премия.
С увеличаване на матуритета се увеличава и ликвидната премия. Тази теория обяснява и трите факта, като обяснява факт 3 с факта, че икономическите агенти предпочитат краткосрочни пред дългосрочни инструменти.

## Рискова структура
Разликата в лихвените проценти по облигации с еднакъв матуритет, но различна ликвидност, данъчно облагане и риск от неплатежоспособност се нарича рискова структура.
Една от характеристиките на облигациите, които влияят на тяхната доходност е рискът от неплатежоспособност. Тя е налице, когато емитентът на облигацията не може да посрещне лихвено плащане по облигацията или да заплати номинала на падежа на облигацията. Пример: редица големи корпорации; Лемън Брадърс.
Разликата между лихвите по корпоративни ценни книжа и лихвите по държавните ценни книжа, които са безрискови, се нарича рискова премия.
При увеличаване на риска намалява очакваната възвръщаемост, от там намалява търсенето на корпоративната облигация, т.е. цената намалява, лихвата се увеличава.
Държавната ценна книга е по-ниско рискова, което увеличава очакваната възвръщаемост, от където се увеличава и търсенето на тези облигации.
Върху рисковата премия влияе и ликвидността на облигациите. Ликвидността на корпоративната ценна книга намалява. В резултат на това търсенето на по-ниско ликвидната ценна книга също намалява. Държавната ценна книга е относително по-ликвидна от корпоративната, следователно търсенето и се увеличава. Отново се получава положителна разлика в лихвените проценти, което представлява рисковата премия. С намаляване на ликвидността на корпоративната ценна книга, тази рискова премия ще продължи да се увеличава.
Данъчното третиране на ценните книги също оказва влияние върху поведението на търсенето и предлагането. В някои случаи притежаването на общински ценни книжа дава право на ползване на данъчни стимули и поради тази причина, ако имаме първоначални равни характеристики и общината реши да въведе някакви данъчни стимули, ще се увеличи възвръщаемостта на общинските ценни книжа, което ще увеличи търсенето им.